# Médio Tejo
El Médio Tejo és una subregió estadística portuguesa, part de la Regió Centre i del Districte de Santarém. Limita al nord amb Pinhal Interior Norte, a l'est amb Pinhal Interior Sul i Alto Alentejo, al sud amb Lezíria do Tejo i a l'oest amb Pinhal Litoral. Àrea: 2283 km². Població (2001): 226 070.
Comprèn 10 concelhos:
- Abrantes
- Alcanena
- Constância
- Entroncamento
- Ferreira do Zêzere
- Ourém
- Sardoal
- Tomar
- Torres Novas
- Vila Nova da Barquinha

## Ciutats
Abrantes, Entroncamento, Fátima (ciutat i freguesia en el municipi d'Ourem), Ourem,Tomar i Torres Novas.